# Luy de France
Luy de France – rzeka we Francji, przepływająca przez tereny departamentów Pireneje Atlantyckie i Landy, o długości 85 km. Stanowi dopływ rzeki Luy.